# Rebel Heart Tour
Rebel Heart Tour là chuyến lưu diễn thế giới thứ mười của nữ ca sĩ, nhạc sĩ người Mỹ Madonna, nhằm quảng bá cho album phòng thu thứ 13 của bà, Rebel Heart. Chuyến lưu diễn bắt đầu vào ngày 9 tháng 9 năm 2015 tại Montreal, Canada tại Bell Centre và sẽ tiếp tục xuyên qua Bắc Mỹ, Châu Âu, Châu Á và Châu Đại Dương trước khi kết thúc tại Allphones Arena, Sydney vào ngày 20 tháng 3 năm 2016.

## Bối cảnh
Để quảng bá cho album thứ 12 của bà, MDNA, Madonna đã thực hiện chuyến lưu diễn The MDNA Tour xuyên qua châu Mỹ, châu Âu và Trung Đông nhưng lại không đến Úc và châu Á. Chuyến lưu diễn đạt thành công lớn về mặt thương mại khi thu về được 305,2 triệu đô la Mỹ (389.032 triệu USD theo thời giá năm 2025) từ 88 buổi diễn cháy vé, trở thành chuyến lưu diễn có doanh thu cao thứ mười mọi thời đại. Sau kỉ nguyên MDNA, Madonna đã làm việc cho album phòng thu thứ 13 của bà, Rebel Heart trong suốt năm 2014. Tuy nhiên, sau khi alum bị một hacker làm rò rỉ trên mạng Internet, Madonna đã cho phát hành album cho những người đặt trước. Nhiều tờ báo bắt đầu báo cáo về chuyến lưu diễn quảng bá cho album Rebel Heart. Theo tờ báo Torino Today của Ý thông tin Madonna đang lập kế hoạch trở lại Turin vào ngày 20 và 21 tháng 11 năm 2015 với chuyến lưu diễn. Các tờ báo của Canada,  La Presse và Le Journal de Montréal báo cáo ngày lưu diễn của Madonna tại thành phố Quebec và Montreal đã được quyết định với buổi diễn sau này tại Montreal diễn ra tại Bell Centre
Chuyến lưu diễn chính thức được thông báo vào ngày 1 tháng 3 năm 2015 trên trang web chính thức của Madonna, với tiêu đề "Rebel Heart Tour", chuyến lưu diễn ban đầu dự kiến sẽ khởi động tại Miami vào ngày 29/08/2015 và tiếp tục xuyên qua châu Âu rồi kết thúc tại Glasgow, Scotland vào ngày 20/11/2015. Vào ngày 21/05/2015, Madonna lập lịch lại cho 5 ngày đầu tiên của chuyến lưu diễn và chuyển chúng đến các ngày 20, 23, 24, 27 và 28 tháng 1 năm 2016. Bà xác nhận sự chậm trễ do hậu cần sắp xếp là không đầy đủ trong thời gian nhất định. Bà phát biểu rằng:"Tất cả người hâm mộ đều biết, buổi diễn phải thật hoàn hảo. Ghép tất cả các yếu tố này sẽ đòi hỏi nhiều thời gian hơn chúng tôi nhận biết. Tôi xin lỗi vì sự bất tiện này có thể gây ảnh hưởng đến người hâm mộ của tôi". Theo Billboard, Rebel Heart là một chuyến lưu diễn chỉ đi qua các nhà thi đấu thể thao, vũ đài, họ cho biết có tổng cộng 25-30 buổi diễn tại Bắc Mỹ và 20-25 buổi tại châu Âu, với những ngày được thêm tiếp vào chuyến lưu diễn được thông báo sau này. Chuyến lưu diễn sẽ thăm Úc và New Zealand vào đầu năm 2016, Đây là lần đầu tiên Madonna trở lại Úc trong vòng hơn 20 năm kể từ The Girlie Show World Tour vào năm 1993, và cũng là lần đầu tiên của bà tại New Zealand. Philippines đã được thêm vào chuyến lưu diễn với hai đêm tại SM Small of Asia diễn ra vào tháng 2/2016. Sau khi chuyến lưu diễn bắt đầu, Madonna tiết lộ thêm 16 ngày nữa cho châu Á và Bắc Mỹ với những buổi diễn diễn ra lần đầu tiên tại Taipei, Bangkok, Louisville, San Atonia, Tulsa và Nashville cũng như những buổi diễn đầu tiên của bà được thêm tại Tokyo và thêm ngày cho Mexico và Houston. Singapore cũng được thêm vào chuyến lưu diễn với buổi diễn vào ngày 28/02/2016, tuy nhiên Cơ quan phát triển truyền thông của đảo quốc Sư tử chỉ cho khán giả đủ 18 tuổi trở lên được mua vé và vào bên trong, Singapore cũng là thành phố cuối cùng được thêm vào chuyến lưu diễn và được thông báo khá muộn vào đầu năm 2016.
Rebel Heart Tour được tài trợ bởi Global Touring Division của Live Nation Entertainment, dẫn dắt bởi Arthur Fogel. Đây là lần thứ năm Madonna hợp tác với Live Nation, với doanh thu hơn 1 tỷ đô la Mỹ từ 7.8 triệu vé được bán cho 289 buổi diễn từ những chuyến lưu diễn trước đây mà bà hợp tác với công ty này. Fogel nhận xét rằng sự rò rỉ đã mang lại sự chú ý nhiều hơn đến âm nhạc của Madonna và đó là một việc tích cực cho chuyến lưu diễn thế giới này.

## Phát triển

### Ý tưởng và việc diễn tập
Madonna nói với tạp chí Rolling Stone rằng trong khi tạo ra album bà đã nhận được "khoảnh khắc thoáng qua của ý tưởng" của những gì bà muốn thực hiện trực tiếp trong chuyến lưu diễn. Nhưng đó không phải là cho đến khi bà bắt đầu thực hiện những buổi diễn quảng bá cho Rebel Heart, Madonna có một hình ảnh cụ thể về chủ đề cô muốn kết hợp. Việc diễn tập cho chuyến lưu diễn kéo dài từ 10 đến 12 giờ mỗi ngày.  Lịch trình nghiêm ngặt của bà dẫn đến việc bà phải tìm một trợ lý để chăm sóc về việc ăn uống cũng như dinh dưỡng. Bà cũng nói thêm:"Khi tôi đi lưu diễn, tôi thích những buổi diễn tập. Tôi thích sự sáng tạo của tất cả mọi thứ. Tôi thích việc có thể mặc trang phục diễn tập và việc đổ mồ hôi và không phải lo lắng về việc trông tôi như thế nào [..]". Không giống như chuyến lưu diễn MDNA, Madonna khẳng định con trai bà - Rocco - sẽ không biểu diễn trên sân khấu nhưng sẽ làm việc ở đằng sau hậu trường.
Cho đến tháng 7 năm 2015, Madonna vẫn đang làm việc trên danh sách biểu diễn với đội ngũ các đạo diễn sáng tạo, nhà sản xuất, thiết kế và biên đạo múa. Bà mô tả chuyến lưu diễn như "cảnh tượng đặc trưng sân khấu" và sẽ bao gồm các bài hát trong toàn bộ sự nghiệp của bà. Tuy nhiên, việc chọn danh sách biểu diễn rất khó vì bà muốn biểu diễn các bài hát từ album Rebel Heart cùng các bài hát cũ của bà. Bà tìm thấy nhiệm vụ đầy thử thách vì "các bài hát - cũ và mới - phải đi theo cùng một chủ đề". Chủ đề lãng mạn của chương trình được kết hợp, Rebel Heart, bao gồm một cuộc hành trình với những phát biểu và ý kiến cá nhân của bà về "một trái tim nổi loạn. Sống cho tình yêu. Chúng là tất cả các loại đan quyện vào nhau, trưởng thành, tin vào những giấc mơ của bạn, vượt qua đau khổ, những điều như thế..bạn biết đấy, những điều đơn giản trong cuộc sống". Tình yêu và sự lãng mạn đã được liệt kê như là chủ đề trọng tâm của chương trình, Madonna muốn khán giả cảm thấy thật hào hứng một khi họ xem nó. Cùng với đó, bà đặt cạnh những ý tưởng trái ngược với tình dục và tôn giáo, bà nói rằng:"Tôi trầm ngâm [cách chúng] không đi đôi với nhau, nhưng trong thế giới của tôi chúng đi đôi với nhau". Madonna giải thích với báo The Oakland Press:

Tôi giải quyết chủ đề khá phức tạp trong công việc của tôi. Đó là trong DNA của tôi để lấy ý tưởng và công ước và thách thức các quy tắc, để đặt câu hỏi về điều gì, để đưa chúng từ trong ra ngoài và nói, 'nhưng nếu như...?' Nó không phải vì tôi không tôn trọng ý tưởng và niềm tin của mọi người. Tôi có sự tôn trọng cuối cùng cho ý tưởng và niềm tin của mọi người. Nhưng mọi người cần phải có những ý tưởng và niềm tin thách thức của họ, nếu chỉ để làm cho họ mạnh mẽ hơn về những gì họ tin vào, làm cho mọi người đặt câu hỏi: "Tại sao tôi lại làm điều này? Tại sao tôi tin rằng điều này? Tại sao điều này xác định tôi? 'Tôi nghĩ điều quan trọng mà mọi người hỏi những câu hỏi này, và tự hỏi bản thân cũng như nhau. Tôi nghĩ rằng đó là mục đích của nghệ thuật, và đó là những gì tôi nghĩ về khi tôi đang đặt (một buổi diễn) với nhau.

Nguồn cảm hứng cho Rebel Heart Tour cũng đến từ những chương trình như Cirque du Soleil và Tết Trung Quốc, cũng như các bộ phim như 300 và Grease. Jamie King hoạt động như đạo diễn sáng tạo của chuyến lưu diễn, trong khi Megan Lawson và Jason Young dàn dựng vũ đạo cho 20 vũ công thông qua các bước nhảy và nhào lộn phức tạp. Theo Madonna, bởi vì bà khởi đầu là một vũ công, vì vậy bà cố tìm những 'vũ công độc đáo và nguyên bản để làm việc' và tạo ra nội dung và hình thức nhảy múa đó sẽ truyền cảm hứng cho khán giả. "Đó là một mục tiêu lớn, nhưng đó là tất cả những gì chúng tôi phải có", bà nói thêm.
Hai đoạn video ngắn được phát hành trên tài khoản Instagram của Madonna, cho thấy các buổi diễn tập diễn ra. Nhạc nền cho "Devil Pray" và "Iconic" từ Rebel Heart, các đoạn video cho thấy flamenco vũ đạo truyền cảm hứng, các nữ tu múa trên cột, và một thiết lập trang trí công phu với các vũ công mang đạo cụ khổng lồ.  Madonna tiếp tục tiết lộ những hình ảnh và video liên quan đến chuyến lưu diễn, bao gồm buổi diễn tập với những vũ đạo và các hình ảnh ấn tượng khác của vũ công. Madonna chọn nữ diễn viên hài Amy Schumer là người mở màn cho buổi diễn New York, khác so với việc thuê thông thường của một ban nhạc và DJ để mở chương trình. Bà tin rằng điều đó sẽ thú vị vì bà tin Schumer là một hình mẫu cho những phụ nữ trẻ và Madonna muốn thử một cái gì đó mới với cô ấy. Diplo, một trong những nhà sản xuất của Rebel Heart, được thuê để mở màn cho buổi diễn ở Montreal.

### Thiết kế sân khấu

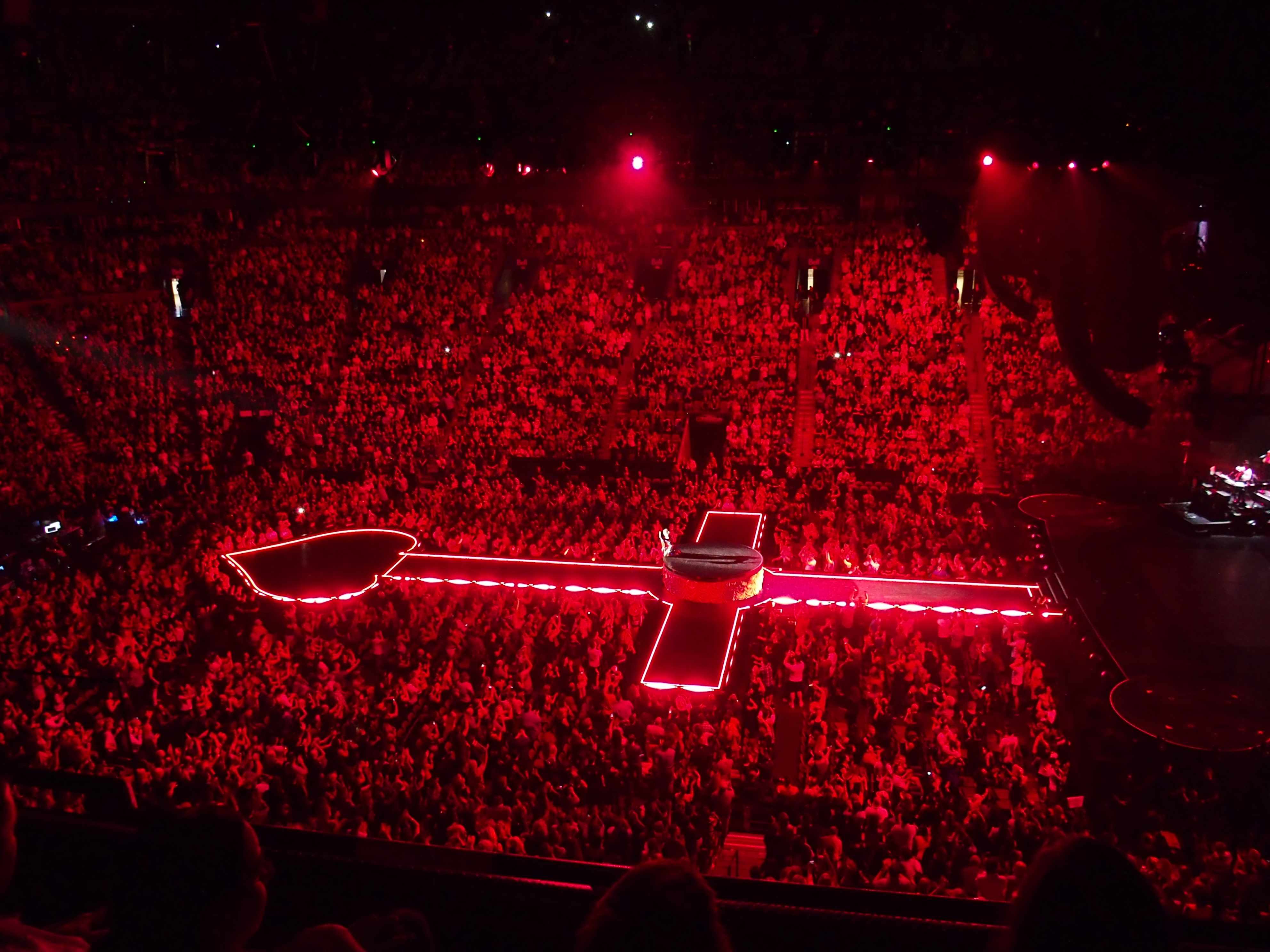
Toàn cảnh sân khấu của Rebel Heart Tour

Sân khấu chính được nâng lên và xây dựng ở một mặt của mỗi nhà thi đấu thể thao. Có một sàn catwalk trải dài từ chính giữa sân khấu chính đến tâm của sàn nhà thi đấu, giữa sàn catwalk là một sân khấu tròn, phía cuối của nó kết hợp với một sân khấu hình trái tim. Để tạo điều kiện cho Madonna và các vũ công xuất hiện bất cứ lúc nào trên sân khấu, đã có nhiều khe hở suốt chiều dài của sân khấu cũng như các lối thoát để bà và các vũ công biến mất khỏi sân khấu. Sau lưng sân khấu chính là ba màn hình video, trước màn hình là ban nhạc cũng như hai ca sĩ hát bè của Madonna. Stufish, người trước đó đã phát triển cấu trúc của sân khấu cho The MDNA Tour cũng tham gia vào việc thiết kế cho sân khấu của Rebel Heart Tour. Họ đã khai triển ý tưởng chính phức tạp đằng sau hình dạng của sân khấu là một sự kết hợp giữa một cây thánh giá, một mũi tên và một trái tim. Cấu trúc của sàn catwalk cũng giúp Madonna và các vũ công tiếp cận nhiều khán giả hơn.
Một trong những nét đặc trưng chính của sân khấu là một cỗ máy phức tạp giống như cấu trúc mà cho phép toàn bộ sân khấu trở nên lưu động và giả định thành nhiều hình dạng cũng như kích thước trong suốt chương trình. Nó bao gồm một màn hình video cao với kích thước 28 ft × 16 ft (8.5 m × 4.9 m) mà được thay thế vào sân khấu chính như một ván sàn, cũng như được sử dụng để tạo ra một mặt bằng cao 8 feet (2.4 m), hoặc một bức tường thẳng đứng mà có thể nghiêng từ 0 đến 90 độ trong vòng nửa phút hay được dùng như một bức tường có góc cạnh cho các vũ công của Madonna lắc lư qua lại. Đặc biệt, những điểm nhảy bungee được gắn vào cạnh trên của cỗ máy, cho phép người biểu diễn để nhào lộn, chạy và một số kĩ thuật biểu diễn. Họ cũng có thể được treo xuống từ màn hình khi nó hoạt động như những bức tường cũng như có thể treo lên từ cùng một vị trí.

### Thiết kế trang phục
Madonna đã gia nhập một công ty may Tây Ban Nha từ Zaragoza để tạo ra trang phục cho hai dũng sĩ đấu bò traje de luces, cùng với một chiếc áo choàng và trang phục liên quan đến dũng sĩ đấu bò cho các vũ công của bà. Công ty may đã phải ký một thỏa thuận để giữ bí mật về những bộ trang phục. Họ cũng thực hiện một số điều chỉnh đối với việc thiết kế truyền thống, như thay thế biểu tượng của Chúa Giêsu hay Đức mẹ Maria thành chữ hoa "M" chỉ Madonna. Theo giám đốc công ty - Alfredo Roqueta, các bộ trang phục được tạo ra trong 12 ngày và được sử dụng máy may để đẩy nhanh quá trình. Tuy nhiên Madonna và vũ công của bà đã không đi thử đồ mà gửi các phép đo của họ qua e-mail và các bộ trang phục đã được tạo ra phù hợp. Tổ chức hoạt động chống ngược đãi động vật PETA đã lên án những bộ trang phục, chỉ trích rằng Madonna đang "tôn vinh máu me" và cho rằng bà rõ ràng không kiểm soát được sự lựa chọn trang phục cho chuyến lưu diễn này. Vào tháng 8 năm 2015, Madonna tiết lộ cho báo Women's Wear Daily tên của các nhà thiết kế làm việc trên những bộ trang phục cho Rebel Heart Tour, bao gồm Jeremy Scott cho Moschino, Alessandro Michele cho Gucci và Alexander Wang, cùng với Fausto Puglisi, Prada, Miu Miu, Swarovski và các nhà thiết kế người Lebanon Nicolas Jebran cùng với nhà thiết kế trang phục lâu năm của bà Arianne Phillips, Madonna đã tiết lộ những đoạn video liên quan những bộ trang phục trên tài khoản Instagram của mình. Các nhà thiết kế bổ sung bao gồm Geoffrey Mac, Lynn Ban và Majesty Black.
Madonna có tổng cộng 8 bộ trang phục, kèm theo đó là 28 bộ trang phục khác với 10 bộ cho vũ công, 6 ca sĩ hát bè và 4 cho ban nhạc. Phillips đã làm việc cho Rebel Heart Tour kể từ tháng 12/2014. Cô ấy lần đầu nghe đến Michele vào tháng 2/2015 thông qua nhà phê bình người Anh Suzy Menkes; Michele vừa hoàn thành hai bộ sưu tập thời trang, bao gồm Prada's "Iconoclast" được triển lãm tại Luân Đôn. Michele đã tự mình chuẩn bị một món quà cho Madonna khi Phillips liên lạc với Gucci để thiết kế trang phục cho chuyến lưu diễn. Tuy nhiên, điều đó đã không xảy ra cho đến tháng 4/2015 khi danh sách biểu diễn cuối cùng và cấu trúc của buổi diễn đã được hoàn thành, và việc thiết kế trang phục bắt đầu. Phillips giải thích rằng công việc của cô là "một biên tập cho Madonna" và khao khác được bao gồm các thiết kế của Michele, người mà có ý tưởng pha trộn phong cách váy Chinoiserie với những ảnh hưởng của Tây Ban Nha và Latin, mô tả Madonna như một "diva của những năm 1920". Phillips đã phê duyệt và một đêm cho Michele gặp Madonna khi bà ấy đang diễn tập tại Manhattan. Thử trên những bộ trang phục được thiết kế nguyên mẫu, Madonna bắt đầu múa và kiểm tra xem nó có phù hợp trên sân khấu của bà hay không, sau đó bà cho biết đánh giá của mình với Michele trong phòng làm việc của ông và đến với những mẫu thiết kế cuối cùng, cùng với những bộ trang phục cho vũ công của bà.
Đối với phần đầu tiên của buổi diễn, lấy cảm hứng từ nghệ thuật của bìa album và nữ anh hùng người Pháp Jeanne d'Arc, Phillips đã tạo ra một bộ trang phục mà cô tham khảo từ các loại vải dùng cho trang phục trong các nghi thức tế lễ và một cuộc triễn lãm đương đại về áo giáp Samurai tại bảo tàng nghệ thuật Los Angeles. Các nữ tu nhảy múa trên cột chỉ xuất hiện trong phần này. Miuccia Prada phát triển trang phục cho phần thứ hai, dựa trên phong cách rock-n-roll và dùng những ảnh hưởng từ Tokyo. Trang phục cho phần thứ ba có ảnh hưởng từ Latin, Puglisi và Jebran chế tạo những bộ trang phục cho dũng sĩ đấu bò lấy cảm hứng được khắc họa từ video âm nhạc của single đầu tiên năm trong album Rebel Heart - "Living for Love". Họ đã sử dụng vải tuyn đen lưới và kết hợp trang phục với những tấm trong suốt cùng chiếc áo khoác có hai màu đen và fuchisa với chữ in hoa "M" trong các miếng Swarovski. Michele đã thiết kế những phần tương tự, phát triển thêm một số phần cùng với một chiếc khăn choàng, mũ flamenco, ren, váy và bộ bodysuit jacquard. Phillips đã rất ấn tượng với bộ trang phục và nói rằng cô "đã hoàn toàn bị thổi bay đi. Tôi yêu đôi tay của ông ấy. Trang phục của ông ấy thật trữ tình và nữ tính và chúng kể những câu chuyện". Cho phần trình diễn cuối cùng, Madonna đã làm việc với Scott và nhà thiết kế này đã đưa ra bộ đầm cuối cùng được trang trí bằng hàng ngàn viên pha lê Swarovski và găng tay dài tua rua cho các ca khúc như "Material Girl".
Hai tuần trước đêm mở màn, đội ngũ thiết kế di chuyển đến địa điểm diễn tập tại Nassau Coliseum ở Long Island. Wang đã phải sửa đổi trang phục do những thay đổi cuối cùng trong khâu sản xuất, nói thêm cho Madonna "Màn trình diễn đầu tiên. Bà phải có thể nhảy, di chuyển và cảm thấy thoải mái với chúng". Một tuần sau, Michele đã có thêm phụ kiện cuối cùng cho những bộ trang phục của Gucci. Phillips giải thích rằng vũ đạo chắc chắn là 100%, Madonna không khẳng định thời trang hay các mẫu thiết kế, thay vào đó sử dụng các cuộc đàm thoại qua lại liên quan đến chúng. Michele cũng lưu ý rằng "Madonna không chỉ muốn làm đẹp - bà quan tâm nhiều hơn đến buổi diễn. Bà ấy bị ám ảnh về cách làm thế nào để kết nối với khán giả của mình.

### Đa phương tiện
Madonna đã hợp tác với công ty đa phương tiện Moment Factory đóng tại Montreal lần thứ ba cho Rebel Heart Tour, sau Chương trình giữa giờ Super Bowl XLVI và The MDNA Tour. Họ đã làm việc chặt chẽ với King và Madonna để thiết kế về phông cảnh và nội dung mới cũng như thiết kế và sản xuất video. Ba màn hình lớn được sử dụng để cung cấp cho các hiệu ứng sân khấu và các nội dung trực quan trên một quy mô lớn. Video mở đầu buổi diễn được quay với võ sĩ quyền Anh Mike Tyson, là một ca sĩ khách mời trong ca khúc "Iconic" của album Rebel Heart. Ông hiểu rằng các video có thể được nhận ý kiến tiêu cực bởi những cảnh quay liên quan đến ông như một nhân vật man rợ, khỏa thân trong một cái lồng, và bị bắt giữ như một con tin. Võ sĩ cũng nói thêm khi ông diễn, "video dường như không quá khốc liệt. Nhưng sau khi bạn xem nó, "Whoa", nó giống như [một cái gì bên ngoài] National Geographic...tôi cần được thuần hóa". Một clip được của các video đã được xem trước bởi Madonna trước khi chuyến lưu diễn bắt đầu, cho thấy bà bị đẩy, vây quay bởi một người đàn ông cởi trần và một gánh hát của những người lính bộ với các phù hiệu.  Trang web chính thức của Madonna công bố một cuộc thi mà người hâm mộ có thể thiết kế một kiểu quạt liên quan đến chuyến lưu diễn và chúng sẽ được hiển thị trong một bộ sưu tập kĩ thuật số trực tiếp suốt chuyến lưu diễn.

## Tóm tắt buổi diễn
Buổi diễn bắt đầu với một đoạn video miêu tả Madonna trong một chiếc váy quyến rũ nhảy múa hào hứng với những người đàn ông cởi trần cạnh Mike Tyson mà đang nói chuyện bên trong một cái lồng. 10 vũ công ăn mặc như đao phủ thời Trung Cổ mang những cây lao dài và lớn ra vào sàn catwalk, Madonna xuất hiện trên sân khấu trên một cái lồng thép và trình bày bài hát "Iconic". Chương trình tiếp tục với "Bitch I'm Madonna" bao gồm bốn vũ công nữ ăn mặc như các vũ nữ Nhật Bản và các vũ công mô phỏng một trận chiến võ thuật trong khi Nicki Minaj xuất hiện trên màn hình video. Sau đó Madonna mang cây guitar điện để trình bày một phiên bản rock của "Burning Up" trong khi di chuyển đến vị trí trung tâm của sân khấu. Suốt phần trình diễn "Holy Water", các vũ công nữ ăn mặc như nữ tu và nhảy múa trên cột, trước khi Madonna hát "Vogue" và tái hiện bữa Tiệc Ly. Từ đó bà bắt đầu trình bày một phiên bản acoustic của "Devil Pray" và màn hình hiện ra clip của người rửa tội, Madonna xuất hiện để khuất phục các vũ công nam trước khi biến mất khỏi sân khấu.
Video đầu tiên được chiếu trong lúc tạm nghỉ để chuyển sang phần thứ hai cho thấy các vũ công vẫy khăn trắng lớn trước người hâm mộ trong "Messiah" và một số đoạn trong MV "Ghosttown". Ca khúc mở đầu phần này là "Body Shop", Madonna cùng các vũ công xuất hiện trên sân khấu trong bộ trang phục như những công nhân cơ khí trước một chiếc xe Ford Falcon 1965. Madonna sau đó dùng đàn ukulele để trình bày phiên bản acoustic của "True Blue" trước khi sang phiên bản disco của "Deeper and Deeper" mà được hát ở cuối sàn catwalk. Một cầu thang hình xoắn ốc được hạ xuống từ trần nhà cho một bản liên khúc của "HeartBreakCity" và "Love Don't Live Here Anymore" trong khi một vũ công đi theo Madonna lên và xuống cầu thang trước khi bà đẩy anh ta ra khỏi đỉnh. Bà đóng lại phần trình diễn thứ hai với bản remix của ca khúc "Like a Virgin" và thực hiện nó một cách hăng hái xung quanh sân khấu. Video chiếu trong lúc tạm nghỉ thứ hai bắt đầu với một bản mashup của "S.E.X" và "Justify My Love" và 8 vũ công mô phỏng các tư thế khi quan hệ tình dục trên bốn cái giường đặt ở sân khấu chính.
Phần thứ ba bắt đầu với phiên bản remix của "Living for Love", Madonna ăn mặc như một dũng sĩ đấu bò trước khi chuyển sang "La Isla Bonita". Sau khi thay đổi trang phục nhanh chóng cùng với cây guitar acoustic và các vũ công ăn mặng trong trang phục Tây Ban Nha đầy màu sắc. Một hòa tấu hỗn hợp gypsy của bài hát cũ của bà, bao gồm "Dress You Up", "Into the Groove", "Everybody" và "Lucky Star" được trình diễn, với một tốc độ chậm lại trên phiên bản acoustic của "Who's That Girl". Ca khúc chủ đề "Rebel Heart" đóng phân đoạn này với các thiết kế của người hâm mộ gửi đến cho bà được trình chiếu trên màn hình.
Trong video chiếu trong lúc tạm nghỉ cuối cùng "Illuminati", 7 vũ công leo lên các sào cao và bắt đầu lắc lư qua lại. Nữ ca sĩ trở lại sân khấu trong một chiếc váy lấy cảm hứng từ một chiếc flapper năm 1920 và thực hiện một liên khúc của "Music" và "Candy Shop". Madonna tiếp tục một phiên bản chậm của "Material Girl", sau đó, bà chơi ukulele một lần nữa trong một bản hát lại "La Vie en rose" một mình trên sân khấu. Trong "Unapologetic Bitch", các vũ công của Madonna mời một người nào đó từ phía khán giả, nhảy múa và Madonna mô phỏng tư thế quan hệ tình dục, người được mời sẽ nhảy múa trên sân khấu chính trước sự cổ vũ của Madonna và 4 vũ công, sau đó Madonna giao lưu và tặng một trái chuối cho người đó. Buổi diễn khép lại với "Holiday", Madonna xuất hiện trên sân khấu và bọc quanh người bà lá cờ của quốc gia mà bà đang trình diễn và nhảy múa quanh sân khấu. Hai sợi dây từ trần nhà được thả xuống, hai vũ công buộc chúng vào dây đeo bảo hộ gắn ngay eo của Madonna và chúng nâng bà lên, đưa bà biến mất khỏi sân khấu.

## Diễn biến thương mại

### Lượng vé bán
Rebel Heart Tour là chuyến lưu diễn thứ ba và cũng là cuối cùng của Madonna theo sự thỏa thuận đa quyền 10 năm với Live Nation vốn ký kết từ năm 2017 với hơn 120 triệu đô la. Vé chính thức được bán cho chuyến lưu diễn bắt đầu từ ngày 9 tháng 3 năm 2015, và vé Bắc Mỹ mà được mua trực tuyến sẽ được gói thêm vào bản tải về kĩ thuật số độc quyền của phiên bản Sang trọng đặc biệt của album Rebel Heart. Quyền truy cập đặc biệt đã được cấp cho các thành viên trong câu lạc bộ hâm mộ chính thức của Madonna mà được biết đến như biểu tượng, bao gồm quyền truy cập đầu tiên vào việc mua vé thường cũng như hạng vé VIP. Citi đã được liệt kê như là ngân hàng chính thức cho chuyến lưu diễn với việc các chủ thẻ có khả năng mua vé sớm. Giá vé gần như giống với các chuyến lưu diễn trước đó của Madonna, cao nhất là trong phạm vi từ 300-350 đô la Mỹ và rẻ nhất là khoảng 35 đô.
Theo Jesse Lawrance từ tạp chí Forbes, giá ban đầu của chuyến lưu diễn trên thị trường thứ cấp cho thấy đây sẽ là chuyến lưu diễn có giá vé đắt nhất trong năm 2015. Giá trung bình của Rebel Heart Tour có giá trị khoảng 452.33 đô la trên thị trường thứ cấp của Madonna, cao hơn nhiều so với đối thủ cạnh tranh gần nhất của bà là Taylor Swift với The 1989 World Tour mà vé chỉ có giá trung bình là 305.21 đô. Madonna vượt qua Fleetwood Mac để trở thành nghệ sĩ với chuyến lưu diễn có giá vé đắt nhất (hơn 51.5%) trong năm 2015. Buổi diễn tại Las Vegas vào ngày 24/10 trở thành đêm diễn có giá vé đắt nhất với giá trung bình là 949.21 đô, trong khi đêm diễn có mức giá rẻ nhất sẵn có là 164.30 đô tại Edmonton theo Viagogo. Lawrance cũng lưu ý rằng giá trên thị trường thứ cấp là cao hơn nhiều so với The MDNA Tour, cho thấy đây là một kịch bản cạnh tranh thuận lợi cho Madonna.
Một khi sẵn có, vé được bán rất nhanh, các buổi diễn tại Edmonton, Paris và Turin đã bán hết trong vòng vài phút sau khi bán, dẫn đến việc bổ sung thêm ngày diễn tại nhiều thành phố ở cả châu Âu và Bắc Mỹ. Live Nation hợp tác với các ứng dụng mạng dành cho người đồng tính của Grindr và đăng quảng cáo cho chuyến lưu diễn, kết quả là vé đã được bán nhiều hơn. Đối với các ngày trong chặng Úc, hệ thống bán trước Telstra cho bán tất cả các loại vé rẻ, chỉ giữ lại các loại vé VIP và những tấm vé đắt tiền bổ sung. Các thành viên trong câu lạc bộ người hâm mộ tại Úc có quyền truy cập đầu tiên vào hệ thống bán vé, sau đó là hệ thống bán trước của Citibank cho các chủ thẻ, theo sau là hệ thống bán trước của Telstra cho đến ngày 2/7, một hệ thống bán trước khác là cho các thành viên của Live Nation, và vé chính thức được bán cho 6 buổi diễn tại Melbourne, Brisbane, Sydney bắt đầu từ tháng 6. Vé cho đêm diễn đầu tiên của Madonna tại Đài Loan được bán hết trong vòng 15 phút nên một ngày thứ hai được thêm vào. Tại Hong Kong, vé sẵn có được bán hết trong vòng 10 phút, Madonna trở thành nữ nghệ sĩ bán hết vé nhanh nhất tại đây. Điều này dẫn đến việc đêm diễn thứ hai tại Hong Kong mà sẽ diễn ra vào ngày 18/2 được thêm vào chuyến lưu diễn.

### Diễn biến doanh thu
Một báo cáo từ New York Post cho rằng chuyến lưu diễn đã thất bại về mặt bán vé giống như The MDNA Tour khi mà các địa điểm biểu diễn tại New York vẫn còn nhiều vé sẵn có sau ngày bán vé đầu tiên. Fogel bác bỏ những tuyên bố trên và nói rằng một chuyến lưu diễn với một ngân sách như sự tính toán [của Madonna] với việc thêm đêm diễn thứ hai và thứ ba trên thị trường, và đó là lý đo vì sao nó được lập lịch với rất nhiều ngày trống trên các thị trường chính. Bài báo của tờ New York Post đã nhận được những phản hồi tiêu cực trong giới truyền thông, tờ The Inquisitr giải thích rằng "nó không những đưa số liệu thống kê sai để loan báo chuyến lưu diễn là một sự thất bại, mà dường như còn có một ý đồ nhất định, đặc biệt là khi nó được viết chỉ vài ngày sau khi vé được bán. Lawrence tiếp tục chỉ trích những tin tức như vậy, nói rằng:"Madonna đang công bố một số vài mức giá đắt nhất trên thị trường thứ cấp trong năm nay...Và mặc dù phương tiện truyền thông suy đoán rằng Madonna sắp kết thúc sự nghiệp nổi tiếng của mình, những con số doanh thu từ việc bán vé của bà cho thấy bà vẫn là nữ nghệ sĩ hàng đầu trong làng nhạc Pop".
Tháng 10/2015, Billboard báo cáo con số doanh thu đầu tiên của chuyến lưu diễn từ 10 buổi diễn đầu tiên. Tổng cộng thu được 20 triệu đô với 132,769 vé. Buổi diễn mở màn tại Montreal được xem là điểm nhấn khi thu được 3.4 triệu đô và New York là thành phố có tổng doanh thu cao nhất khi thu về được hơn 5.2 triệu từ 28,371 khán giả. Con số doanh thu thứ hai được công bố vào tháng 11/2015 khi chuyến lưu diễn tiếp tục thu được 25.4 triệu đô. Chặng đầu tiên của Rebel Heart Tour đã có hơn 300,000 khán giả tham gia với tổng doanh thu khoảng 46 triệu đô. Trong số các địa điểm chỉ có một ngày diễn duy nhất, MGM Grand Garden tại Las Vegas có doanh thu đứng đầu với con số 3.5 triệu đô trong khi đêm diễn tại Barclays Center tại Brooklin gần New York có lượng người tham dự cao nhất với 14,258 khán giả.
Tại chặng châu Âu, tờ báo Thụy Điển Svenska Dagbladet cho biết buổi diễn tại Nhà thi đấu thể thao Tele 2 ở Stockholm đã thu hút tổng cộng 40,557 khán giả, lập một kỉ lục mới tại đó. Billboard báo cáo chuyến lưu diễn thu được 11 triệu đô từ 7 ngày diễn tại châu Âu. Tháng 12/2015, tạp chí này tiếp tục báo cáo con số doanh thu thứ tư từ 8 thị trường với tổng cộng 194,827 vé được bán và thu được 22,6 triệu đô. Billboard đã làm rõ số lượng vé bán thực tế tại Thụy Điển là 39,338. Chuyến lưu diễn thu được hơn 80 triệu đô la với hơn 622,000 khán giả từ 2 chặng đầu tiên. 7.5 triệu đô khác đã được báo cáo từ các đêm diễn tại Zurich, Manchester, Birmingham và Glasgow. Đến cuối năm 2015, Rebel Heart Tour đứng ở vị trí thứ 11 trong danh sách "2015 Year-End Top 100 Worldwide Tour", thu được 88.4 triệu đô từ 49 buổi diễn được báo cáo với tổng số lượng người hâm mộ tham dự là 693,061.

## Đánh giá và nhận xét

### Bắc Mỹ

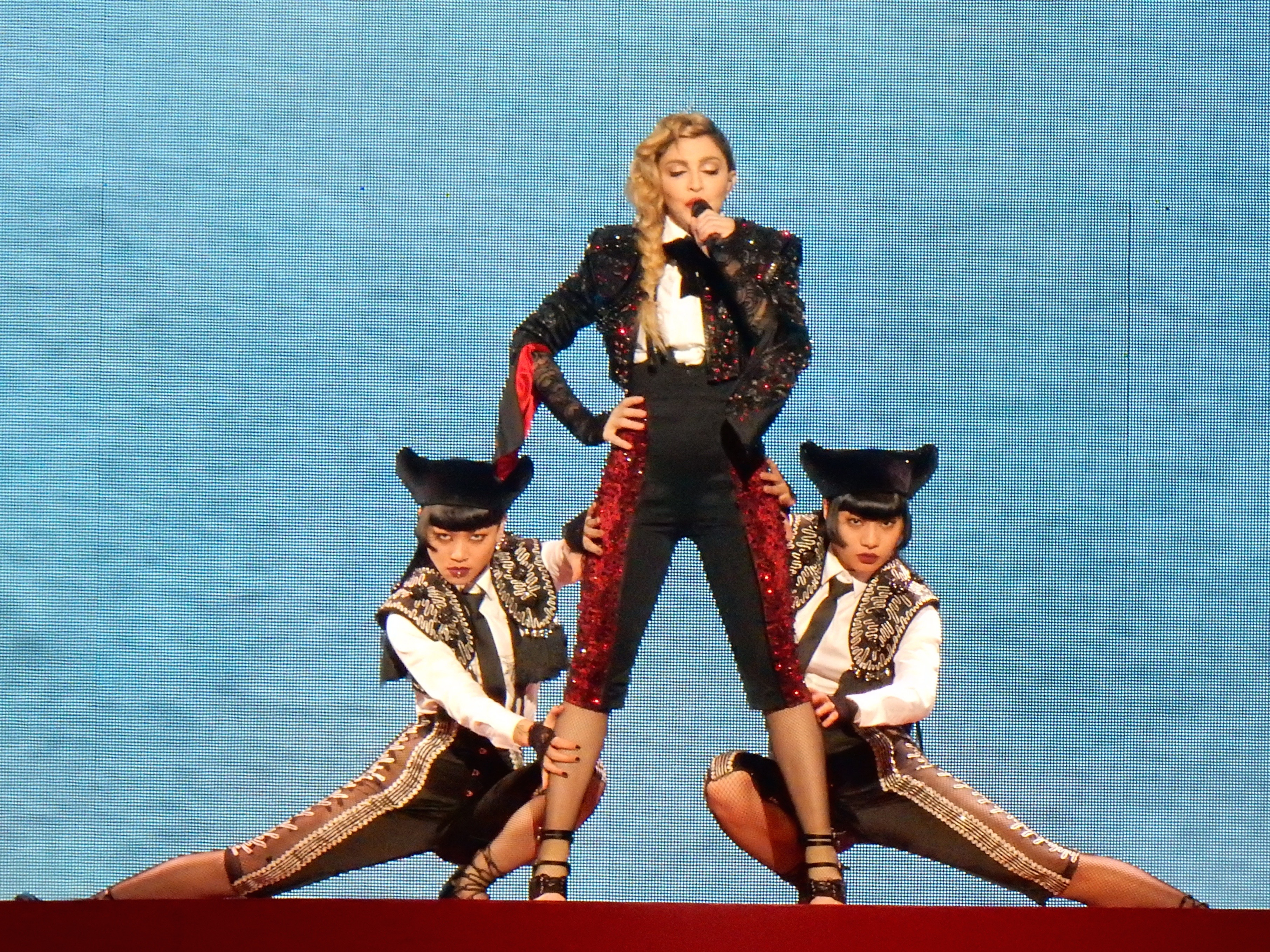
Madonna và vũ công khi trình diễn "Living for Love" tại Ziggo Dome, Amsterdam

Viết cho tờ Daily News, Jim Farber ghi nhận rằng các khía cạnh gây sốc nhất của chuyến lưu diễn không phải là hình ảnh và màn biểu diễn khêu gợi, đúng hơn là Madonna xuất hiện trong một khí sắc nhẹ nhàng và mỉm cười suốt. Jordan Zivitz từ báo Montreal Gazette cũng có cùng suy nghĩ tương tự sau khi quan sát phần đầu tiên của buổi diễn tại Montreal, âm điệu của Rebel Heart Tour trở nên vô tư hơn kể từ khi Madonna "thích thú bản thân mình", cô khen ngợi màn trình diễn "La Vie en rose". Chris Kelly từ The Washington Post đánh giá buổi diễn tại Verizon Center và nói rằng Madonna "vẫn khêu gợi như bao giờ".
Alex Needham từ báo The Guardian cho buổi diễn tại Madison Square Garden đạt 5 trên 5 sao, khen ngợi việc Madonna làm lại các bài hát cũ và mô tả buổi diễn như "một lời khẳng định rằng đơn giản là không ai biểu diễn được như bà. Đêm nay, Madonna đã chinh phục được điều đó". Trong bài đánh giá tích cực cho The Village Voice, Hillary Hughes gọi Madonna là "một vị thánh đỡ đầu của dòng nhạc Pop của cuộc cách mạng trong hành động". Một đánh giá tích cực khác đến từ Rob Sheffield từ Rolling Stones, người đã khen ngợi tình bạn thân thiết của Madonna suốt buổi diễn và nói rằng:"Bà ấy đã không đạt được cho đến nay trên sân khấu, âm nhạc hoặc những cảm xúc kể từ chuyến lưu diễn hoành tráng Drowned World Tour vào năm 2001". Joe Gottlieb từ The Boston Herald đặt giả thiết rằng:"Tầm nhìn của Madonna có sự khôn khéo, không có cảm nhận là những kẻ bắt chước của bà không thể giả mạo lại được".
Joe Lynch của Billboard xếp buổi diễn đạt 4 trên 5 sao, nhận thấy "tinh thần sáng tạo không ngừng nghỉ của Madonna đã hiện rõ qua Rebel Heart Tour". Ông khen ngợi phần trình diễn mở màn của Schumer và các màn trình diễn "Music", liên khúc "Dress You Up" và "Body Shop". Jon Pareles đánh giá chuyến lưu diễn cho The New York Times, khen ngợi việc Madonna remix các bản hit cũ của bà. Ashley Lee từ The Hollywood Reporter đã đưa ra một nhận xét tương tự, nói rằng Madonna đã "[cho thấy] tầm nhìn sáng tạo và chuyên môm trên sân khấu của bà để cung cấp cho một buổi diễn tại nhà thi đấu thể thao chứa đựng nhiều hình ảnh, nghệ thuật sân khấu ấn tượng và các dụng cụ âm nhạc sáng tạo để làm mới những hit đầu tiên của bà". Cho buổi diễn một xếp hạng B+,  Melissa Maerz từ Entertainment Weekly rất ngạc nhiên bởi tâm trạng vui tươi của Madonna trong suốt buổi diễn, "Madonna đã có niềm vui. Và, rõ ràng, có niềm vui là toàn bộ công việc. Trong bài đánh giá cho tạp chí New York, Lindsay Zolats khen ngợi buổi diễn và các vũ công trong chuyến lưu diễn, đặc biệt là phần trình diễn "Illuminati", nhưng lại phê bình sự bao gồm dư thừa của những bài hát Rebel Heart trong danh sách biểu diễn.

### châu Âu
Tờ báo Đức Volksstimme đánh giá buổi diễn tại Cologne và mô tả nó như "một buổi diễn Madonna thu nhỏ" nhưng ghi nhận rằng những bài hit "cổ điển" đã nhận được sự ca ngợi từ phía khán giả. Anders Nunstedt từ tờ báo Thụy Điển Expressen tham gia buổi diễn tại Stockholm và tuyên bố nó tốt hơn The MDNA Tour. Nunstedt khen ngợi cách khán giả dần dần tương tác và làm buổi diễn thành một cuộc đối thoại. Ông cũng khen ngợi bài phát biểu của Madonna về Vụ tấn công khủng bố Paris tháng 11 năm 2015 và màn trình diễn "Like a Prayer" như một lời cầu nguyện cho các nạn nhân và những người sống sót. Andrea Annaratone từ báo Ý Vanity Fair đánh giá buổi diễn tại Turin và phê bình sự chậm trễ của Madonna. Tuy nhiên, ông khen ngợi chương trình và tình bạn thân thiết của Madonna với khán giả.  Peter Vantyghem từ báo De Standaard của Bỉ đánh giá buổi diễn tại Antwerp. Ông chỉ trích sự đồng hóa âm nhạc trong phần trình diễn Latin nhưng khen ngợi về kết thúc của chương trình và những thông điệp xung quanh tình yêu cũng như chủ nghĩa thực chứng. Hester Carvalho từ NRC Handelsblad cho buổi diễn tại Amsterdam đạt 4 trên 5 sao, ghi nhận rằng buổi diễn dần trở nên hiệu quả hơn nhưng có ít sự đồng bộ trong điệu nhảy hơn The MDNA Tour, Carvalho cũng rất ấn tượng với phần thiết lập sân khấu và sàn catwalk dài.
Will Hodgkinson từ báo The Times đáng giá buổi diễn tại Vũ đài O2 ở Luân Đôn và xếp hạng 5 trên 5 sao cho nó. Ông nhận xét rằng:"Madonna đã lạc hậu về thời trang nhưng có một thứ không thay đổi là lòng kiên trì của bà..[bà] trở lại vũ đài O2 cho một buổi diễn mà chứng minh rằng không có gì giống như một kinh nghiệm cận tử để phục hồi sức mạnh của nữ hoàng nhạc Pop". Một xếp hạng 5 sao khác đến từ  Neil McCormick của tờ The Daily Telegraph, người nhận thấy sự cổ vũ lớn nhất cho buổi diễn đến khi Madonna cởi thành công chiếc áo choàng trong màn trình diễn "Living for Love", ám chỉ việc bị ngã xuống tại lễ trao giải Brit vào đầu năm 2015. McCormick mô tả buổi diễn như "một công nghệ cao rực rỡ, sự pha trộn đa phương tiện của ánh sáng và âm thanh, với con mắt và một màn trình diễn dị thường kèm theo hình ảnh đao phủ thời trung cổ, vũ nữ chiến đấu võ thuật, ni cô múa cột, mô phỏng chương trình quan hệ tình dục". Peter Robinson từ The Guardian đánh giá buổi diễn đạt 4 trên 5 sao, khen ngợi "Iconic" là mở màn hoàn hảo, ông nhận thấy phần lớn các hit cũ đã được làm mới "nhưng khi Madonna trình diễn phiên bản mới của "Deeper and Deeper", đó là điểm nổi bật của buổi diễn". Kitty Empire từ tờ báo này cũng đánh giá 5 trên 5, khen ngợi các màn trình diễn của "Illuminati", "True Blue" và màn trình diễn ngẫu hứng của "Like a Prayer", gọi đó là bài hát lôi cuốn nhất của đêm. Nick Levine từ NME tin rằng rất nhiều bài hát của Rebel Heart "đã có thể cảm thấy sự cố gắng lớn từ [Madonna]", nhưng "trên sân khấu bà vẫn làm việc chăm chỉ hơn và mang lại sự ly kỳ hơn so với các đối thủ trẻ của mình. Không ai làm tình với nữ hoàng? Điều đó thật khó đồng ý". Đánh giá buổi diễn cho đài BBC, Mark Savage nhận xét rằng Madonna "có đủ sức lôi cuốn để chỉ huy toàn bộ nhà thi đấu thể thao một mình và những khoảnh khắc mạnh nhất của buổi diễn đến khi bà độc tấu trên sân khấu".

## Danh sách bài hát
Danh sách này dựa trên buổi diễn tại Trung tâm Verizon, Washington, D.C. vào ngày 12 tháng 9 năm 2015. Nó không phải là danh sách đại diện và được thay thế trong suốt buổi diễn:
1. "Video mở màn" (xen kẽ với "Iconic")
2. "Iconic"
3. "Bitch I'm Madonna"
4. "Burning Up"
5. "Holy Water" (xem kẽ với "Vogue")
6. "Devil Pray"
7. "Messiah" (video chiếu trong lúc tạm nghỉ)
8. "Body Shop"
9. "True Blue"
10. "Deeper and Deeper"
11. "HeartBreakCity" (xen kẽ với "Love Don't Live Here Anymore")
12. "Like a Virgin" (xen kẽ với "Heartbeat" và "Justify My Love)"
13. "S.E.X." (video chiếu trong lúc tạm nghỉ, nền nhạc có xen kẽ với "Justify My Love")
14. "Living for Love"
15. "La Isla Bonita"
16. "Dress You Up" / "Into the Groove" / "Everybody" / "Lucky Star" / "Dress You Up" (liên khúc)
17. "Who's That Girl"
18. "Rebel Heart"
19. "Illuminati" (video chiếu trong lúc tạm nghỉ)
20. "Music" (xen kẽ với "Give It 2 Me")
21. "Candy Shop"
22. "Material Girl"
23. "La Vie en rose"
24. "Unapologetic Bitch"

Khép màn
1. "Holiday"

- Trong đêm diễn tại Trung tâm Barclays ở New York, Madonna trình diễn "Ghosttown" lần đầu tiên trong chuyến lưu diễn.[81]
- Trong đêm diễn tại Detroit, Madonna trình diễn "Frozen" như "một món quà quê hương đặc biệt".[82]
- Trong đêm diễn tại St. Paul, Madonna trình diễn phiên bản cappella của "Fever.[83]
- Trong đêm diễn tại Vancouver, Madonna trình diễn phiên bản accoustic của  "Secret".[84]
- Trong đêm diễn tại Inglewood, Madonna trình diễn "Like a Prayer".[85]
- Trong đêm diễn đầu tiên tại Turin, Madonna trình diễn "Don't Tell Me".[86]
- Trong đêm diễn thứ hai tại Luân Đôn, Madonna trình diễn "Drowned World/Substitute For Love" để tưởng nhớ đến một người bạn quá cố của bà là David Collins.[87]
- Trong đêm diễn đầu tiên tại Paris, Madonna trình diễn "Redemption Song" với con trai bà là David.[88]
- Trong đêm diễn tại Manchester, Madonna trình diễn phiên bản cappella của "Open Your Heart".[89] Trước buổi diễn, các video chiếu trên màn hình bị hỏng dẫn đến việc khởi động lại toàn bộ hệ thống, khiến chương trình bắt đầu muộn và làm cho nhiều bài hát bị cắt khỏi danh sách biểu diễn.[90]
- Trong đêm diễn tại thành phố Mexico, Madonna hát tặng "Who's that Girl" cho Frida Kahlo.[91] Trong đêm diễn thứ hai, khán giả hát "Cielito Lindo" cho Madonna.[92]
- Trong đêm diễn tại Houston, Madonna trình diễn "Rebel Rebel", một đĩa đơn của David Bowie ra mắt vào năm 1974, để tưởng nhớ đến ông sau khi ông mất.[93]
- Trong đêm diễn tại Nashville, Madonna trình diễn phiên bản cappella "Ring of Fire", một đĩa đơn của Johnny Cash ra mắt vào năm 1963.[94]
- Trong đêm diễn tại Đài Bắc, Madonna trình diễn "Take a Bow". Đây là lần đầu tiên bà trình diễn bài hát này kể từ "Giải thưởng Âm nhạc Mỹ" vào năm 1995, đây cũng là lần đầu tiên bà trình diễn bài hát này trong một chuyến lưu diễn.[95]

## Lịch diễn
| Ngày                      | Thành phố          | Quốc gia         | Địa điểm biểu diễn                    | Người mở màn     | Số lượng người tham dự | Doanh thu        |
| Chặng 1 — Bắc Mỹ          | Chặng 1 — Bắc Mỹ   | Chặng 1 — Bắc Mỹ | Chặng 1 — Bắc Mỹ                      | Chặng 1 — Bắc Mỹ | Chặng 1 — Bắc Mỹ       | Chặng 1 — Bắc Mỹ |
| ------------------------- | ------------------ | ---------------- | ------------------------------------- | ---------------- | ---------------------- | ---------------- |
| 9, tháng 9 năm 2015       | Montreal           | Canada           | Bell Centre                           | Diplo            | 26,468 / 26,468        | $3,420,984       |
| 10, tháng 9 năm 2015      | Montreal           | Canada           | Bell Centre                           | Diplo            | 26,468 / 26,468        | $3,420,984       |
| 12, tháng 9 năm 2015      | Washington, D.C.   | Mỹ               | Verizon Center                        | Sleepy Tom       | 13,271 / 13,271        | $2,014,706       |
| 16, tháng 9 năm 2015      | Thành phố New York | Mỹ               | Madison Square Garden                 | Amy Schumer      | 28,371 / 28,371        | $5,230,985       |
| 17, tháng 9 năm 2015      | Thành phố New York | Mỹ               | Madison Square Garden                 | Amy Schumer      | 28,371 / 28,371        | $5,230,985       |
| 19, tháng 9 năm 2015      | Thành phố New York | Mỹ               | Barclays Center                       | Amy Schumer      | 14,258 / 14,258        | $2,789,910       |
| 21, tháng 9 năm 2015      | Thành phố Quebec   | Canada           | Videotron Centre                      | Sleepy Tom       | 13,051 / 13,051        | $1,078,608       |
| 24, tháng 9 năm 2015      | Philadelphia       | Mỹ               | Wells Fargo Center                    | Michael Diamond  | 10,544 / 10,544        | $1,434,010       |
| 26, tháng 9 năm 2015      | Boston             | Mỹ               | TD Garden                             | Michael Diamond  | 12,780 / 12,780        | $1,941,750       |
| 28, tháng 9 năm 2015      | Chicago            | Mỹ               | Trung tâm United                      | Michael Diamond  | 14.026 / 14.026        | $2.522.365       |
| 1, tháng 10 năm 2015      | Detroit            | Mỹ               | Joe Louis Arena                       | Kaytranada       | 12,852 / 12,852        | $1,206,431       |
| 3, tháng 10 năm 2015      | Atlantic City      | Mỹ               | Boardwalk Hall                        | Michael Diamond  | 9,498 / 9,498          | $1,522,061       |
| 5, tháng 10 năm 2015      | Toronto            | Canada           | Air Canada Centre                     | Michael Diamond  | 26,603 / 26,603        | $3,416,646       |
| ngày 6 tháng 10 năm 2015  | Toronto            | Canada           | Air Canada Centre                     | Michael Diamond  | 26,603 / 26,603        | $3,416,646       |
| ngày 8 tháng 10 năm 2015  | St. Paul           | Mỹ               | Xcel Energy Center                    | Michael Diamond  | 11,449 / 11,449        | $1,190,535       |
| 11, tháng 10 năm 2015     | Edmonton           | Canada           | Rexall Place                          | Lunice           | 26,093 / 26,093        | $3,310,026       |
| 12, tháng 10 năm 2015     | Edmonton           | Canada           | Rexall Place                          | Lunice           | 26,093 / 26,093        | $3,310,026       |
| 14, tháng 10 năm 2015     | Vancouver          | Canada           | Rogers Arena                          | Kaytranada       | 12,153 / 12,153        | $1,227,073       |
| 17, tháng 10 năm 2015     | Portland           | Mỹ               | Moda Center                           | Michael Diamond  | 13,695 / 13,695        | $2,004,420       |
| 19, tháng 10 năm 2015     | San Jose           | Mỹ               | SAP Center                            | Michael Diamond  | 12,862 / 12,862        | $2,298,815       |
| 22, tháng 10 năm 2015     | Glendale           | Mỹ               | Gila River Arena                      | Michael Diamond  | 10,393 / 10,393        | $1,307,510       |
| 24, tháng 10 năm 2015     | Las Vegas          | Mỹ               | MGM Grand Garden Arena                | Lunice           | 12,787 / 12,787        | $3,524,113       |
| 27, tháng 10 năm 2015     | Inglewood          | Mỹ               | The Forum                             | Michael Diamond  | 13,207 / 13,207        | $2,852,095       |
| 29, tháng 10 năm 2015     | San Diego          | Mỹ               | Valley View Casino Center             | Michael Diamond  | 10,574 / 10,574        | $1,606,935       |
| Chặng 2 — châu Âu         |                    |                  |                                       |                  |                        |                  |
| 4, tháng 11 năm 2015      | Cologne            | Đức              | Lanxess Arena                         | Mary Mac         | 25,952 / 25,952        | $2,748,071       |
| 5, tháng 11 năm 2015      | Cologne            | Đức              | Lanxess Arena                         | Mary Mac         | 25,952 / 25,952        | $2,748,071       |
| 7, tháng 11 năm 2015      | Prague             | Cộng hòa Séc     | O2 Arena                              | Rejjie Snow      | 33,408 / 33,408        | $3,001,142       |
| 8, tháng 11 năm 2015      | Prague             | Cộng hòa Séc     | O2 Arena                              | Rejjie Snow      | 33,408 / 33,408        | $3,001,142       |
| 10, tháng 11 năm 2015     | Berlin             | Đức              | Mercedes-Benz Arena                   | Idris Elba       | 23,588 / 23,588        | $2,638,597       |
| 11, tháng 11 năm 2015     | Berlin             | Đức              | Mercedes-Benz Arena                   | Mary Mac         | 23,588 / 23,588        | $2,638,597       |
| ngày 14 tháng 11 năm 2015 | Stockholm          | Thụy Điển        | Tele2 Arena                           | Mary Mac         | 39,338 / 39,338        | $3,482,634       |
| 16, tháng 11 năm 2015     | Herning            | Đan Mạch         | Jyske Bank Boxen                      | Mary Mac         | 12,263 / 12,263        | $1,000,551       |
| 19, tháng 11 năm 2015     | Turin              | Italy            | Pala Alpitour                         | Mary Mac         | 34,752 / 34,752        | $3,694,172       |
| 21, tháng 11 năm 2015     | Turin              | Italy            | Pala Alpitour                         | Mary Mac         | 34,752 / 34,752        | $3,694,172       |
| 22, tháng 11 năm 2015     | Turin              | Italy            | Pala Alpitour                         | Mary Mac         | 34,752 / 34,752        | $3,694,172       |
| 24, tháng 11 năm 2015     | Barcelona          | Tây Ban Nha      | Palau Sant Jordi                      | Lunice           | 28,104 / 28,104        | $2,312,846       |
| 25, tháng 11 năm 2015     | Barcelona          | Tây Ban Nha      | Palau Sant Jordi                      | Lunice           | 28,104 / 28,104        | $2,312,846       |
| 28, tháng 11 năm 2015     | Antwerp            | Bỉ               | Sportpaleis                           | Lunice           | 19,315 / 19,315        | $2,135,032       |
| 29, tháng 11 năm 2015     | Mannheim           | Đức              | SAP Arena                             | Lunice           | 10,883 / 10,883        | $1,213,890       |
| 1, tháng 12 năm 2015      | Luân Đôn           | Anh              | The O2 Arena                          | Idris Elba       | 28,670 / 28,670        | $4,861,403       |
| 2, tháng 12 năm 2015      | Luân Đôn           | Anh              | The O2 Arena                          | Mary Mac         | 28,670 / 28,670        | $4,861,403       |
| 5, tháng 12 năm 2015      | Amsterdam          | Hà Lan           | Ziggo Dome                            | Lunice           | 30,023 / 30,023        | $3,559,122       |
| 6, tháng 12 năm 2015      | Amsterdam          | Hà Lan           | Ziggo Dome                            | Lunice           | 30,023 / 30,023        | $3,559,122       |
| 9, tháng 12 năm 2015      | Paris              | Pháp             | AccorHotels Arena                     | Lunice           | 30,817 / 30,817        | $3,868,967       |
| 10, tháng 2 năm 2015      | Paris              | Pháp             | AccorHotels Arena                     | Lunice           | 30,817 / 30,817        | $3,868,967       |
| 12, tháng 2 năm 2015      | Zürich             | Thụy Sĩ          | Hallenstadion                         | Lunice           | 11,306 / 11,306        | $1,773,189       |
| 14, tháng 12 năm 2015     | Manchester         | Anh              | Manchester Arena                      | Mary Mac         | 14,177 / 14,177        | $2,342,186       |
| 16, tháng 12 năm 2015     | Birmingham         | Anh              | Barclaycard Arena                     | Mary Mac         | 12,119 / 12,119        | $1,863,342       |
| ngày 20 tháng 12 năm 2015 | Glasgow            | Scotland         | The SSE Hydro                         | Mary Mac         | 9,665 / 9,665          | $1,574,416       |
| Chặng 3 — Bắc Mỹ          |                    |                  |                                       |                  |                        |                  |
| 6, tháng 1 năm 2016       | Thành phố Mexico   | Mexico           | Palacio de los Deportes               | Lunice           | —                      | —                |
| 7, tháng 1 năm 2016       | Thành phố Mexico   | Mexico           | Palacio de los Deportes               | Lunice           | —                      | —                |
| 10, tháng 1 năm 2016      | San Antonio        | Mỹ               | AT&T Center                           | Mary Mac         | —                      | —                |
| 12, tháng 1 năm 2016      | Houston            | Mỹ               | Trung tâm Toyota                      | Mary Mac         | —                      | —                |
| 14, tháng 1 năm 2016      | Tulsa              | Mỹ               | BOK Center                            | Mary Mac         | —                      | —                |
| 16, tháng 1 năm 2016      | Louisville         | Mỹ               | KFC Yum! Center                       | Mary Mac         | —                      | —                |
| 18, tháng 1 năm 2016      | Nashville          | Mỹ               | Bridgestone Arena                     | Mary Mac         | —                      | —                |
| 20, tháng 1 năm 2016      | Atlanta            | Mỹ               | Philips Arena                         | Lunice           | —                      | —                |
| 23, tháng 1 năm 2016      | Miami              | Mỹ               | American Airlines Arena               | Lunice           | —                      | —                |
| 24, tháng 1 năm 2016      | Miami              | Mỹ               | American Airlines Arena               | Lunice           | —                      | —                |
| 27, tháng 1 năm 2016      | San Juan           | Puerto Rico      | Coliseo de Puerto Rico                | Lunice           | —                      | —                |
| 28, tháng 1 năm 2016      | San Juan           | Puerto Rico      | Coliseo de Puerto Rico                | Lunice           | —                      | —                |
| Chặng 4 — châu Á          |                    |                  |                                       |                  |                        |                  |
| 4, tháng 2 năm 2016       | Đài Bắc            | Đài Loan         | Nhà thi đấu Đài Bắc                   | Mary Mac         | —                      | —                |
| 6, tháng 2 năm 2016       | Đài Bắc            | Đài Loan         | Nhà thi đấu Đài Bắc                   | Mary Mac         | —                      | —                |
| 9, tháng 2 năm 2016       | Bangkok            | Thái Lan         | IMPACT Arena                          | Mary Mac         | —                      | —                |
| 10, tháng 2 năm 2016      | Bangkok            | Thái Lan         | IMPACT Arena                          | Mary Mac         | —                      | —                |
| 13, tháng 2 năm 2016      | Saitama            | Nhật Bản         | Saitama Super Arena                   | —                | —                      | —                |
| 14, tháng 2 năm 2016      | Saitama            | Nhật Bản         | Saitama Super Arena                   | —                | —                      | —                |
| 17, tháng 2 năm 2016      | Hong Kong          | Hong Kong        | AsiaWorld–Arena                       | —                | —                      | —                |
| 18, tháng 2 năm 2016      | Hong Kong          | Hong Kong        | AsiaWorld–Arena                       | —                | —                      | —                |
| 20, tháng 2 năm 2016      | Ma Cao             | Ma Cao           | Trung tâm tổ chức sự kiện Studio City | —                | —                      | —                |
| 21, tháng 2 năm 2016      | Ma Cao             | Ma Cao           | Trung tâm tổ chức sự kiện Studio City | —                | —                      | —                |
| 24, tháng 2 năm 2016      | Manila             | Philippines      | Mall of Asia Arena                    | —                | —                      | —                |
| 25, tháng 2 năm 2016      | Manila             | Philippines      | Mall of Asia Arena                    | —                | —                      | —                |
| 28, tháng 2 năm 2016      | Singapore          | Singapore        | Sân vận động Quốc gia Singapore       | —                | —                      | —                |
| Chặng 5 — châu Đại Dương  |                    |                  |                                       |                  |                        |                  |
| 5, tháng 3 năm 2016       | Auckland           | New Zealand      | Vector Arena                          | —                | —                      | —                |
| 6, tháng 3 năm 2016       | Auckland           | New Zealand      | Vector Arena                          | —                | —                      | —                |
| 12, tháng 3 năm 2016      | Melbourne          | Úc               | Rod Laver Arena                       | —                | —                      | —                |
| 13, tháng 3 năm 2016      | Melbourne          | Úc               | Rod Laver Arena                       | —                | —                      | —                |
| 16, tháng 3 năm 2016      | Brisbane           | Úc               | Brisbane Entertainment Centre         | —                | —                      | —                |
| 17, tháng 3 năm 2016      | Brisbane           | Úc               | Brisbane Entertainment Centre         | —                | —                      | —                |
| 19, tháng 3 năm 2016      | Sydney             | Úc               | Allphones Arena                       | —                | —                      | —                |
| 20, tháng 3 năm 2016      | Sydney             | Úc               | Allphones Arena                       | —                | —                      | —                |
| Tổng cộng                 | Tổng cộng          | Tổng cộng        | Tổng cộng                             | Tổng cộng        | 669,315 / 669,315      | $87,969,538      |

## Đội ngũ thực hiện
Buổi diễn
- Được tạo nên bởi - Madonna
- Đạo diễn - Jamie King
- Trợ lý đạo diễn - Tiffany Olson
- Thiết kế sân khấu - Stufish Entertainment Architects
- Biên đạo múa chính và cố vấn sáng tạo - Megan Lawson
- Thiết kế chiếu sáng - Al Gordon

Ban nhạc
- Hát chính & guitar - Madonna
- Đạo diễn âm nhạc & phím đàn - Kevin Antunes
- Guitar - Monte Pittman
- Trống -  Brian Frasier-Moore
- Piano - Ric'key Pageo
- Ca sĩ hát bè -  Nicki Richards & Kiley Dean
- Kỹ sư phối hợp âm thanh - Sean Spuehler

Biên đạo múa và người biểu diễn
- Biên đạo múa kiêm giám sát - Jason Young & Valeree Young
- Biên đạo múa khác - Matt Cady, Kevin Maher, Aya Sato, Mona Marie, Jillian Meyers, Chaz Buzan, Sebastian Ramirez, Mary Cebrian, Marvin Gofin, Emilie Chapel, Yaman Okur, Sonia Olla, Ismael Fernandez, Scott Maldment & the Strut n Fret Team, & Rich and Tone Talauega
- Vũ công -  Pono Aweau, Allaune Blegbo, Deurell Bullock, Grichka Caruge, Justin De Vera, Coral Dolphin, Marvin Gofin, Malik Le Nost, Loic Mabanza, Sasha Mallory, Sheik Mondesia, Bambi Nakayama, Jo'Artis Ratti, Lil' Buck Riley, Aya Sato, Ai Shimatsu, Sohey Sugihara, Maria Wada, & Ahlamalik Williams

Thiết kế trang phục
- Nhà thiết kế – Arianne Phillips
- Trợ lý thiết kế - Laura Morgan, Taryn Shumway, & Jessica Dell
- Thiết kế trang phục - Miu Miu, Prada, Gucci, Fausto Puglisi, Moschino, Nicolas Jebran, Aura Tout Vu, Swarovski, Alexander Wang & Lilly e Violetta

Nhân viên trang phục
- Quản lý trang phục của Madonna - Tony Villanueva
- Quản lý trang phục -  Mel Dykes
- Trợ lý trang phục cho Madonna - Lisa Nishimura
- Phụ trách mặc trang phục - Janelle Corey, Noriko Kakihara, Danielle Martinez, & Laura Spratt
- Thợ may quần áo - Michael Velasquez

Nhân viên chuyến lưu diễn
- Giám đốc chuyến lưu diễn - Tres Thomas
- Kế toán và quản lý hoạt động - Rick Sobkowiak
- Kế toán sản xuất - Sherine Sherman
- Bán vé - Stacey Saari
- Trợ lý điều hành - Brea Thomas
- Điều phối viên chương trình VIP - Natasha Veinberg & Colleen Cozart

Nhân viên của Madonna
- Làm tóc và trang điểm - Andy Lecompte & Aaron Henrikson
- Nghệ sĩ trang điểm cho Madonna - Aaron Henrikson
- Tư vấn trang điểm - Gina Brooke
- Bảo vệ - Martin Conton, Craig Evans, Gingi Levin, Erez Netzer & Shir Sheleg
- Đầu bếp sáng tạo thực phẩm - Travis Dorsey
- Dinh dưỡng và chuyên gia thẩm mỹ - Jean-Michel Ete & Michelle Peck
- Huấn luyện viên của Madonna - Craig Smith & Marlyn Ortiz
- Trợ lý cho Madonna - Gigi Fouquet & Mae Heidenreich
- Trợ lý sản xuất -  Megan Duffy
- Quản lý nghệ sĩ cho chuyến lưu diễn - Richard Coble
- Quản lý trợ lý của chuyến lưu diễn - Abby Roberts
- Trợ lý diễn tập - Maria Guitterez
- Phụ trách việc thuê khách sạn - Janine Edwards

Đoàn tùy tùng
- Quản lý đoàn tùy tùng của chuyến lưu diễn - Jill McCutchan
- Quản lý trợ lý chuyến lưu diễn - Jeremy Child's
- Vật lý trị liệu - Mark Parkhouse

Ban quản lý
- Quản lý - Guy Oseary
- Quản lý khác - Sara Zambreno & Danielle Doll
- Trợ lý của Guy Oseary - Rachel Gordh
- Quảng cáo -  Liz Rosenberg & Brian Bumbery
- Quảng cáo tại Vương quốc Anh - Barbara Charone
- Webster & truyền thông kỹ thuật số - Johann Delebarre & Abe Burns
- Lưu trữ - Karine Prot
- Quản lý kinh doanh - Richard Feldstein & Rosy Simon

Video và sản xuất
- Thiết kế - Moment Factory & Veneno Inc
- Giám đốc sáng tạo - Sakchin Bessette & Caroline Oliveira
- Sản xuất video - The Good Company, Vfx by MPC, Johanna Marsal, & Anotherproduction AB
- Đạo diễn video - Steven Klein, Tarik Mikou, Danny Tull, Jonas Akerland, Fabien Baron, Tom Munro, Team J.A.C.K., & Johan Soderberg
- Chỉnh sửa video - Danny Tull, Alex Hammer, Russ Senzatimore, Tom Watson, & Hamish Lyons

Quảng bá toàn thế giới và người sản xuất
- Quảng bá chuyến lưu diễn - Live Nation Global Touring
- Chủ tịch và giám đốc điều hành - Arthur Fogel
- Tổng giám đốc điều hành - Gerry Barad
- Phó chủ tịch cấp cao, hoạt động toàn cầu - Tres Thomas & Craig Evans

Nguồn: